# Model z Nice

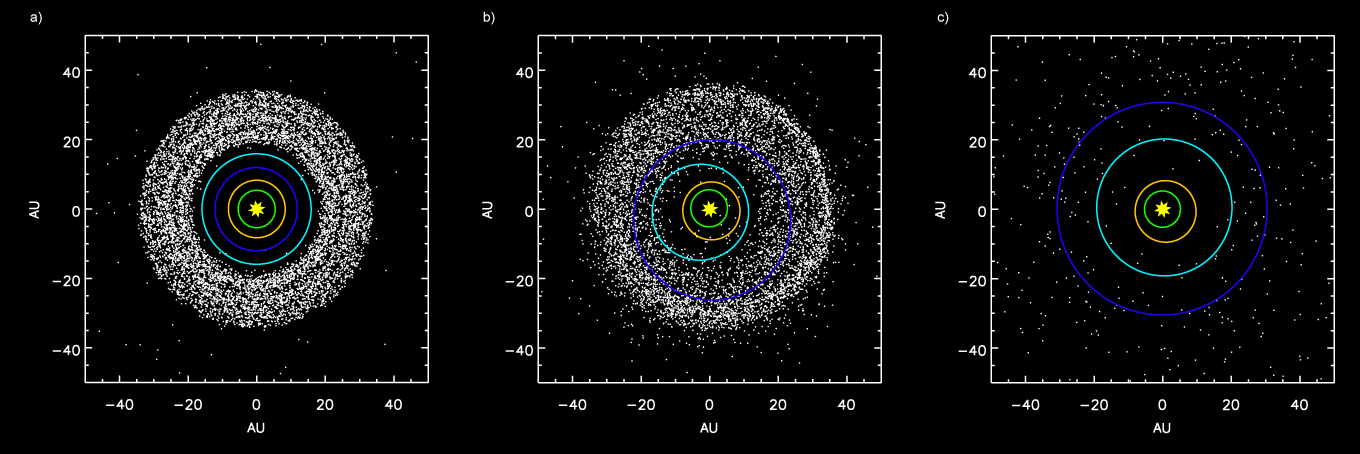
Simulace vlivu vnějších planet na vývoj Kuiperova pásu: a) Kuiperův pás před tím, než se planety Jupiter a Saturn dostaly do vzájemné dráhové rezonance 2:1 b) rozptýlení těles Kuiperova pásu poté, co si Uran a Neptun vyměnily své oběžné dráhy c) rozptýlená tělesa se dostávala do vlivu Jupiteru, který je vymrštil pryč.

Model z Nice ([nis]IPA) je scénář dynamického vývoje sluneční soustavy, který je dílem týmu vědců z Observatoire de la Côte d'Azur ve francouzském městě Nice. Od dřívějších modelů se liší hlavně předpokladem, že obří plynné planety neobíhají na svých původních dráhách, ale že po rozpadu původního protoplanetárního plynového disku došlo k jejich migraci na dráhy nové. Tato planetární migrace pak také v různých dynamických simulacích vývoje sluneční soustavy umožňuje vysvětlit různé jevy, včetně tzv. období pozdního velkého bombardování, vznik Oortova mračna či existenci některých typů menších těles v soustavě, jako jsou Jupiterovi a Neptunovi trojáni nebo četná rezonanční transneptunická tělesa. Tento model je v současné době astronomy široce akceptovaný, neboť velmi úspěšně vysvětluje mnoho pozorovaných vlastností sluneční soustavy a její raný vývoj, ovšem setkává se také s určitými výhradami ze strany planetologů. Mezi potíže, které model zatím nedokáže uspokojivě vysvětlit, patří existence některých měsíců těles ve vnějších částech sluneční soustavy či existence některých těles Kuiperova pásu.

## Popis
Původním jádrem modelu je trojice studií publikovaná roku 2005 ve vědeckém periodiku Nature mezinárodním týmem vědců, který tvořili R. Gomes, Hal Levison, Alessandro Morbidelli a Kleomenis Tsiganis z Observatoire de la Côte d'Azur v Nice ve Francii. Tito čtyři autoři přišli s myšlenkou, že plynní obři se v době, kdy z původního protoplanetárního disku zmizel prakticky všechen plyn a prach, nacházeli na téměř kruhových oběžných dráhách někde mezi 5,5 a 17 astronomickými jednotkami od Slunce, tj. mnohem blíže Slunci i sobě navzájem, než je tomu nyní. Od oběžné dráhy poslední z těchto planet až do vzdálenosti asi 35 astronomických jednotek od Slunce se pak rozprostíral velký hustý disk malých kamenných a ledových planetesimál, jejichž úhrnná hmotnost činila asi 35 hmotností Země.
Protože planetesimály nacházející se u vnitřního okraje disku se občas dostaly do gravitačního vlivu obřích planet obíhajících u vnějšího okraje systému, docházelo ke změnám jejich oběžných drah a k výměně momentu hybnosti s planetami. Planety většinu takových těles vymrštily směrem dovnitř sluneční soustavy, a samy se pak následně posunuly kousek směrem ven. Planetesimála se během cesty dovnitř soustavy mohla potkat ještě i s dalšími obřími planetami, a při těchto setkáních se proces výměny části momentu hybnosti opět opakoval. Tímto způsobem se planety Uran, Neptun a Saturn postupně posouvaly na vzdálenější oběžné dráhy. Ačkoliv pohyb planety způsobený takovou malou výměnou momentu hybnosti byl jen zcela nepatrný, součet všech těchto setkání mohl v průběhu věků vyústit ve velmi znatelný pohyb (migraci). Když se však planetesimála během své pouti napříč soustavou nakonec setkala s Jupiterem, jeho obrovská gravitace ji s velkou pravděpodobností vyslala na vysoce eliptickou oběžnou dráhu nebo dokonce i úplně ven ze sluneční soustavy do mezihvězdného prostoru. V takovém případě byl výsledkem proces opačný, a sice migrace Jupiteru blíže Slunci. Dalším důsledkem těchto setkání bylo také pomalé vyprazdňování planetesimálního disku.
Během několika set milionů let se oběžné dráhy Jupiteru a Saturnu změnily natolik, že se tyto dvě planety dostaly do vzájemné dráhové rezonance 1:2. Jejím vlivem se pak zvýšila výstřednost jejich oběžných drah, což destabilizovalo celou planetární soustavu. Saturn byl vytlačen dál směrem ven až na svou současnou pozici, a svou gravitací narušil oběžné dráhy ledových obrů, tj. Neptunu a Uranu, u nichž rovněž došlo k nárůstu výstřednosti. Ledoví obři se tak zakousli do planetesimálního disku a vymetli odtud desítky tisíc planetesimál. Důsledkem bylo téměř úplně vyprázdnění planetesimálního disku, který přišel o 99 % své hmotnosti. Pomocí tohoto scénáře tedy lze vysvětlit současnou nízkou hustotu počtu transneptunických těles. Některé planetesimály byly opět vymrštěny do vnitřních částí sluneční soustavy, kde nastalo období známé jako pozdní velké bombardování.
Tímto způsobem se postupně zvětšily hlavní poloosy oběžných drah všech obřích planet a tzv. gravitační tření mezi nimi a zbytkem planetesimálního disku později opět snížilo výstřednosti těchto drah a vrátilo jim jejich téměř kruhový tvar. Také je možné, že Neptun původně obíhal blíže Slunci než Uran, a na vzdálenější dráhu byl vymrštěn v průběhu jejich migrace.

## Vlastnosti sluneční soustavy
Různé dynamické modely sluneční soustavy s různými původními podmínkami vedou během dané délky jejího trvání k různě početným populacím těles sluneční soustavy i k odlišným vlastnostem jejich oběžných drah. Důkaz správnosti modelu vývoje sluneční soustavy v jejích raných fázích je obtížný, neboť tento vývoj nemůže být přímo pozorován. Přesto lze úspěch dynamického modelu posoudit porovnáním jeho předpovědí s astronomickými pozorováními. V současné době se zdá, že pozorovaným vlastnostem sluneční soustavy nejlépe odpovídají počáteční podmínky modelu z Nice.

### Pozdní velké bombardování
Krátery na Měsíci i na terestrických planetách jsou hlavním svědectvím o tzv. období pozdního velkého bombardování, tj. období, kdy se výrazně zvýšil počet srážek s menšími tělesy, které proběhlo asi 600 milionů let po vytvoření sluneční soustavy. Počet planetesimál, které by dopadly na povrch Měsíce podle modelu z Nice, odpovídá pozorovanému počtu kráterů.

### Trojáni a planetky hlavního pásu
Během období, které následovalo poté, co se planety Jupiter a Saturn dostaly do dráhové rezonance 2:1, by kombinovaný gravitační vliv migrujících plynných obrů rychle destabilizoval jakoukoliv v té době existující populaci trojánů v libračních centrech L4 a L5 Jupiteru a Neptunu. V tomto období vědci oblast označují jako „dynamicky otevřenou“. Podle modelu z Nice přecházely přes tuto oblast planetesimály ve velkých počtech a dočasně ji osídlovaly. Poté, co období nestability oběžných drah skončilo, oblast se „dynamicky uzavřela“ a planetesimály, které se v ní zrovna nacházely, v ní zůstaly uvězněny až do současnosti. Dnes pozorovaná populace trojánů je tedy tvořena rozptýlenými planetesimálami původního pásu. Tělesa populace vytvořené v simulaci modelu z Nice odpovídají svými výstřednostmi a velkými sklony drah pozorovaným Jupiterovým trojánům, jejichž sklony do té doby nebyly nijak vysvětleny. Podobným způsobem předpověděl model z Nice také populaci Neptunových trojánů.
Z modelu také vyplývá, že velké množství planetesimál by bylo zachyceno ve vnějších částech hlavního pásu, ve vzdálenostech přesahujících 2,6 astronomické jednotky (AU) a v oblasti planetek Hildiny skupiny. Tato tělesa by se vlivem vzájemných kolizí rozpadala na velmi malé částečky, na něž by pak působil sluneční vítr a tzv. efekt YORP, což by podle Bottkeho et al. vedlo k postupnému vymizení více než 90 % z nich. Simulované rozložení těles podle jejich rozměru, které by bylo výsledkem této eroze, je ve velmi dobré shodě s pozorováními. To by mohlo znamenat, že Jupiterovi trojáni, planetky Hildiny skupiny, některé další planetky z vnějších částí hlavního pásu a všechny planetky typu D, možná též včetně trpasličí planety Ceres, jsou pozůstatky po těchto procesech.

### Měsíce ve vnějších částech sluneční soustavy

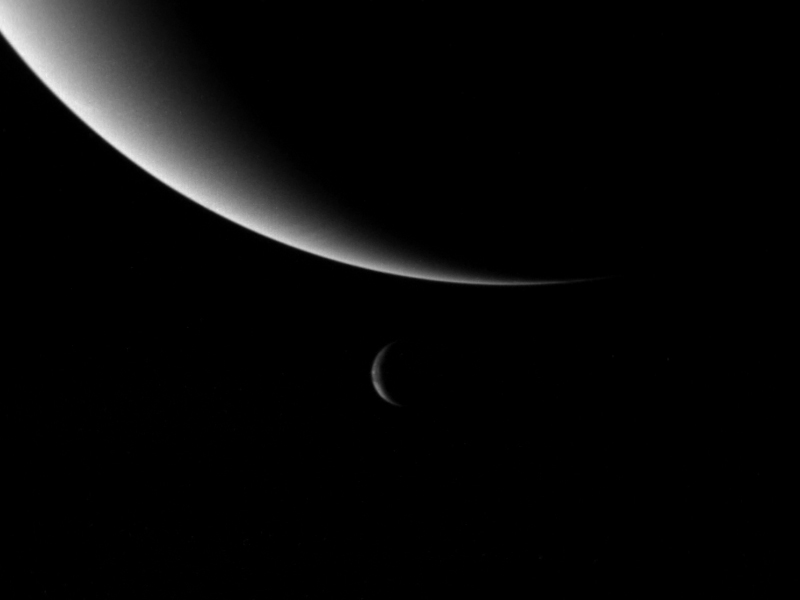
Neptun (nahoře) a jeho měsíc Triton (dole)

Nepravidelné měsíce vzniklé některým z tradičních mechanismů, jako například zachycením nebo vytvořením z materiálu v akrečním disku kolem mateřského tělesa, by byly v období nestability oběžných drah vlivem vzájemných gravitačních interakcí planet od svých těles odtrženy. Podle modelu z Nice však v této době s planetami gravitačně interaguje velké množství planetesimál, z nichž některé jsou planetami zachyceny (za přispění třetího tělesa, které je před samotným zachycením pomůže zpomalit). Pro jakoukoliv z planetesimál je pravděpodobnost, že bude zachycena některým z plynných obrů, poměrně vysoká, řádově 10−7. Tyto nové nepravidelné satelity by mohly být zachyceny téměř pod jakýmkoliv úhlem, na rozdíl od pravidelných měsíců Saturnu, Uranu a Neptunu, takže nemusí nutně obíhat v rovníkové rovině planety. Největší měsíc Neptunu, Triton, byl pravděpodobně také zachycen podobným procesem, při němž došlo k roztržení binárního tělesa, v němž Triton původně tvořil tu méně hmotnou složku. Malých nepravidelných měsíců je však velké množství, takže musely vznikat ještě i nějakým jiným způsobem.
Výsledné nepravidelné dráhy dobře odpovídají pozorovaným hlavním poloosám těchto malých měsíců, jejich sklonům i výstřednostem, ovšem nesouhlasí úplně rozložení jejich velikostí. Po zachycení měsíců mohly následovat jejich vzájemné kolize, které snad stály i za vznikem některých pozorovaných kolizních skupin. Je možné, že vzájemné kolize měsíců způsobovaly jejich erozi, která by mohla vysvětlit pozorované nesrovnalosti v jejich velikostech.
Podle počítačových simulací se však zdá, že do vlivu Jupiteru se nemohlo dostat dostatečné množství malých těles, aby to vysvětlilo jeho početnou družinu nepravidelných měsíců. Z toho plyne, že buď se zde musel uplatnit ještě nějaký jiný mechanismus, anebo bude potřeba některé parametry modelu z Nice pozměnit.

### Vznik Kuiperova pásu
Migrace vnějších planet je rovněž nutná k vysvětlení existence a některých vlastností těles v nejvzdálenějších oblastech sluneční soustavy. Kuiperův pás byl původně mnohem hustší a blíže Slunci, přičemž jeho vnější okraj ležel v přibližné vzdálenosti 30 AU a jeho vnitřní okraj hned za oběžnými dráhami planet Uran a Neptun, které se rovněž nacházely blíže Slunci (zřejmě někde mezi 15 a 20 AU). Uran původně obíhal dále od Slunce než Neptun.
Některé rozptýlené objekty, včetně Pluta, se dostaly do dráhové rezonance s Neptunem. Model z Nice si získal uznání především svou schopností vysvětlit současné dráhové rezonance v Kuiperově pásu, zejména pak rezonanci 2:5. Když Neptun migroval směrem ven, přiblížil se k tělesům v proto-Kuiperově pásu, některá z nich zachytil ve svých rezonancích a jiná poslal na chaotické dráhy. Současná tělesa v rozptýleném disku se tam pravděpodobně dostala právě vlivem rezonancí migrujícího Neptunu.
Přesto však model z Nice zatím nedokáže rozložení těles Kuiperova pásu úplně vysvětlit. Model je schopen dospět k vytvoření dvou populací klasických těles Kuiperova pásu, tzv. horké populace na dráhách s vysokým sklonem i chladné populace na dráhách s nízkým sklonem, ovšem předpovídá větší průměrnou výstřednost jejich drah (0,10–0,13), než jakou astronomové pozorují (0,07).
Tzv. chladná a horká populace těles mají nejenom odlišné dráhy, ale také odlišné složení; chladná populace má znatelně červenější barvu než horká, takže zřejmě vznikla v jiné oblasti. Předpokládá se, že horká populace se vytvořila poblíž Jupiteru, odkud byla vymetena během migrace plynných obrů. Chladná populace však pravděpodobně vznikla více méně ve stejné oblasti, kde obíhá dnes, i když i ona mohla být Neptunem vymetena o něco více směrem ven. Ačkoliv model z Nice do určité míry vysvětluje odlišnou barvu chladné populace, přesto nedokáže vysvětlit nápadný nedostatek těles s neutrálním spektrálním gradientem (označovaných jako šedá). Podle některých návrhů by tyto rozdíly v barvách tedy nemusely být důsledkem odlišného původního složení těles, ale mohly také povstat z důvodu odlišného vývoje na jejich povrchu.

### Rozptýlený disk a Oortovo mračno
Objekty, které Jupiter vyslal na vysoce výstředné oběžné dráhy, vytvořily tzv. Oortovo mračno.[zdroj?] Některé z nich však byly vymrštěny méně silně migrujícím Neptunem. Taková tělesa pak dala vzniknout dnešnímu Kuiperovu pásu a rozptýlenému disku.

## Další vývoj modelu
Původní model z prošel po své publikaci dalším vývojem. Jedním z důvodů bylo, že se změnily jeho počáteční podmínky, a to v důsledku dalšího výzkumu chování planet na oběžných drahách uvnitř plynného disku. Ukázalo se totiž, že když se Jupiter a Saturn dostanou do vzájemné rezonance 3:2, začnou se i ostatní okolní planety zachytávat v dalších rezonancích. Tyto rezonance nakonec byly porušeny gravitačním vlivem těles velikosti Pluta, pohybujících se ve vnějších částech planetesimálního disku. To se mohlo stát bez ohledu na to, jaká byla mezi diskem a vnějšími planetami vzdálenost. Tento mechanismus byl nazván model z Nice II.
Ukázalo se také, že předpokládaná pomalá migrace Jupiteru a Saturnu by zvýšila výstřednosti terestrických planet až za jejich současné hodnoty a že v pásu planetek by se zvýšil poměr těles s vysokým sklonem vůči tělesům se sklonem nízkým. Pomalé přibližování těchto dvou plynných obrů jejich vzájemné rezonanci 2:1, nutné kvůli načasování pozdního velkého bombardování, by také mohlo vyústit ve vystřelení Marsu a destabilizaci vnitřních částí sluneční soustavy. Aby bylo možné se vyhnout těmto problémům, byl navržen tzv. scénář skákajícího Jupitera, podle něhož by se oběžné dráhy Jupiteru a Saturnu oddálily v několika krocích, a to v důsledku gravitačních setkání s jedním z ledových obrů. Protože tato setkání v počítačových simulacích často vedou k odmrštění ledového obra ven ze soustavy, byla navržena hypotéza, že sluneční soustava mohla mít ve svých počátcích o jednoho plynného obra více.